# Alphabetische Liste der Asteroiden/1999
Um die Liste der Asteroiden ohne Eigennamen nicht zu überfluten, sind nur die Asteroiden bis Nummer 20000 komplett. Asteroiden mit höherer oder ohne Nummer sollten nur eingetragen werden, wenn sie einen Artikel haben oder eine Besonderheit darstellen.
Die Sortierung erfolgt nach der Bezeichnung hinter der Asteroidennummer.
| A bis J            | A bis J                  |
| Nummer und Name    | Orbittyp                 |
| ------------------ | ------------------------ |
| (16976) 1999 AC2   | Hauptgürtel              |
| (15064) 1999 AC4   | Hauptgürtel              |
| (14658) 1999 AC10  | Hauptgürtel              |
| (15060) 1999 AD    | Hauptgürtel              |
| (13388) 1999 AE6   | Hauptgürtel              |
| (16985) 1999 AE28  | Hauptgürtel              |
| (15998) 1999 AG2   | Hauptgürtel              |
| (15999) 1999 AG7   | Hauptgürtel              |
| (15065) 1999 AJ4   | Hauptgürtel              |
| (15062) 1999 AL2   | Hauptgürtel              |
| (15061) 1999 AL    | Hauptgürtel              |
| (15067) 1999 AM9   | Hauptgürtel              |
| (14204) 1999 AM20  | Hauptgürtel              |
| (16978) 1999 AN4   | Hauptgürtel              |
| (15464) 1999 AN5   | Hauptgürtel              |
| (10422) 1999 AN22  | Hauptgürtel              |
| (16979) 1999 AO4   | Hauptgürtel              |
| (16980) 1999 AP5   | Hauptgürtel              |
| (17875) 1999 AQ2   | Hauptgürtel              |
| (15063) 1999 AQ3   | Hauptgürtel              |
| (16983) 1999 AQ21  | Hauptgürtel              |
| (11399) 1999 AR3   | Hauptgürtel              |
| (17878) 1999 AR25  | Hauptgürtel              |
| (16977) 1999 AS3   | Hauptgürtel              |
| (16982) 1999 AS9   | Hauptgürtel              |
| (15463) 1999 AT2   | Hauptgürtel              |
| (16981) 1999 AU7   | Hauptgürtel              |
| (15069) 1999 AU21  | Hauptgürtel              |
| (18744) 1999 AU    | Hauptgürtel              |
| (15066) 1999 AX7   | Hauptgürtel              |
| (17876) 1999 AX21  | Hauptgürtel              |
| (15997) 1999 AX    | Hauptgürtel              |
| (16001) 1999 AY21  | Hauptgürtel              |
| (11741) 1999 AZ3   | Hauptgürtel              |
| (17877) 1999 AZ22  | Hauptgürtel              |
| (17880) 1999 BA24  | Hauptgürtel              |
| (14205) 1999 BC4   | Hauptgürtel              |
| (11402) 1999 BD    | Hauptgürtel              |
| (15471) 1999 BE5   | Hauptgürtel              |
| (14662) 1999 BF12  | Hauptgürtel              |
| (15075) 1999 BF15  | Hauptgürtel              |
| (15474) 1999 BG11  | Hauptgürtel              |
| (14661) 1999 BH10  | Hauptgürtel              |
| (16006) 1999 BJ9   | Hauptgürtel              |
| (15070) 1999 BK8   | Hauptgürtel              |
| (15073) 1999 BK13  | Hauptgürtel              |
| (16988) 1999 BK14  | Hauptgürtel              |
| (15473) 1999 BL9   | Hauptgürtel              |
| (16987) 1999 BN13  | Hauptgürtel              |
| (15074) 1999 BN14  | Hauptgürtel              |
| (14660) 1999 BO1   | Hauptgürtel              |
| (16005) 1999 BP7   | Hauptgürtel              |
| (14663) 1999 BP25  | Hauptgürtel              |
| (15475) 1999 BQ14  | Hauptgürtel              |
| (15472) 1999 BR5   | äußerer Hauptgürtel      |
| (15470) 1999 BS    | Hauptgürtel              |
| (11403) 1999 BW    | Hauptgürtel              |
| (16003) 1999 BX2   | Hauptgürtel              |
| (16004) 1999 BZ3   | Hauptgürtel              |
| (17013) 1999 CA82  | Hauptgürtel              |
| (15090) 1999 CA97  | Hauptgürtel              |
| (16025) 1999 CA104 | Hauptgürtel              |
| (15480) 1999 CB14  | Hauptgürtel              |
| (15482) 1999 CB21  | Hauptgürtel              |
| (15085) 1999 CB43  | Hauptgürtel              |
| (14668) 1999 CB67  | Hauptgürtel              |
| (15488) 1999 CB75  | Hauptgürtel              |
| (14665) 1999 CC5   | Hauptgürtel              |
| (16993) 1999 CC10  | Hauptgürtel              |
| (15487) 1999 CC63  | Hauptgürtel              |
| (17011) 1999 CC80  | Hauptgürtel              |
| (11199) 1999 CC82  | Hauptgürtel              |
| (17005) 1999 CD63  | Hauptgürtel              |
| (10940) 1999 CE52  | Hauptgürtel              |
| (17003) 1999 CE55  | Hauptgürtel              |
| (10643) 1999 CE78  | Hauptgürtel              |
| (15477) 1999 CG1   | Hauptgürtel              |
| (16010) 1999 CG14  | Hauptgürtel              |
| (14666) 1999 CG17  | Hauptgürtel              |
| (15479) 1999 CH9   | Hauptgürtel              |
| (15084) 1999 CH38  | Hauptgürtel              |
| (15086) 1999 CH60  | äußerer Hauptgürtel      |
| (17006) 1999 CH63  | Hauptgürtel              |
| (17886) 1999 CH118 | Hauptgürtel              |
| (16994) 1999 CJ14  | Hauptgürtel              |
| (16018) 1999 CJ67  | Hauptgürtel              |
| (15489) 1999 CJ78  | Hauptgürtel              |
| (15490) 1999 CJ81  | Hauptgürtel              |
| (17017) 1999 CJ138 | Hauptgürtel              |
| (15481) 1999 CK19  | Hauptgürtel              |
| (17007) 1999 CK65  | Hauptgürtel              |
| (17008) 1999 CL65  | Hauptgürtel              |
| (16009) 1999 CM8   | Hauptgürtel              |
| (16011) 1999 CM16  | Hauptgürtel              |
| (17009) 1999 CM70  | Hauptgürtel              |
| (16026) 1999 CM118 | Hauptgürtel              |
| (17015) 1999 CN117 | Hauptgürtel              |
| (15079) 1999 CO16  | Hauptgürtel              |
| (19525) 1999 CO    | Hauptgürtel              |
| (14210) 1999 CO99  | Hauptgürtel              |
| (15486) 1999 CP62  | Hauptgürtel              |
| (17010) 1999 CQ72  | Hauptgürtel              |
| (15089) 1999 CQ82  | Hauptgürtel              |
| (15080) 1999 CR20  | Hauptgürtel              |
| (14208) 1999 CR64  | Hauptgürtel              |
| (16990) 1999 CS1   | Hauptgürtel              |
| (14207) 1999 CS18  | Hauptgürtel              |
| (14667) 1999 CS19  | Hauptgürtel              |
| (15493) 1999 CS105 | äußerer Hauptgürtel      |
| (15082) 1999 CT30  | Hauptgürtel              |
| (16024) 1999 CT101 | Hauptgürtel              |
| (16992) 1999 CU5   | Hauptgürtel              |
| (15081) 1999 CU25  | Hauptgürtel              |
| (15484) 1999 CU46  | Hauptgürtel              |
| (11405) 1999 CV3   | Apollo-Typ               |
| (11198) 1999 CV40  | Hauptgürtel              |
| (14209) 1999 CV81  | Hauptgürtel              |
| (16008) 1999 CV    | Hauptgürtel              |
| (11200) 1999 CV121 | Hauptgürtel              |
| (17016) 1999 CV123 | Hauptgürtel              |
| (16991) 1999 CW4   | Hauptgürtel              |
| (15483) 1999 CW25  | äußerer Hauptgürtel      |
| (15491) 1999 CW85  | Hauptgürtel              |
| (15078) 1999 CW    | Hauptgürtel              |
| (16995) 1999 CX14  | Hauptgürtel              |
| (16989) 1999 CX    | Hauptgürtel              |
| (15485) 1999 CY53  | Hauptgürtel              |
| (17012) 1999 CY80  | Hauptgürtel              |
| (15478) 1999 CZ2   | Hauptgürtel              |
| (15087) 1999 CZ61  | Hauptgürtel              |
| (17018) 1999 DB1   | Hauptgürtel              |
| (17888) 1999 DB3   | Hauptgürtel              |
| (17887) 1999 DE1   | Hauptgürtel              |
| (26375) 1999 DE9   | Transneptunisches Objekt |
| (10644) 1999 DM2   | Hauptgürtel              |
| (15496) 1999 DQ3   | Hauptgürtel              |
| (16029) 1999 DQ6   | Hauptgürtel              |
| (17021) 1999 DS6   | Hauptgürtel              |
| (17890) 1999 DU6   | Hauptgürtel              |
| (16027) 1999 DV1   | Hauptgürtel              |
| (17026) 1999 EC8   | Hauptgürtel              |
| (17027) 1999 EF12  | Hauptgürtel              |
| (15498) 1999 EQ4   | Hauptgürtel              |
| (17911) 1999 FF41  | Hauptgürtel              |
| (17906) 1999 FG32  | Hauptgürtel              |
| (17028) 1999 FJ5   | Hauptgürtel              |
| (16031) 1999 FJ10  | äußerer Hauptgürtel      |
| (10944) 1999 FJ26  | Hauptgürtel              |
| (19527) 1999 FN30  | Hauptgürtel              |
| (17894) 1999 FP    | Hauptgürtel              |
| (11204) 1999 FQ28  | Hauptgürtel              |
| (16030) 1999 FS3   | Hauptgürtel              |
| (19526) 1999 FS7   | Hauptgürtel              |
| (17903) 1999 FS27  | Hauptgürtel              |
| (18746) 1999 FT20  | Hauptgürtel              |
| (17901) 1999 FT25  | Hauptgürtel              |
| (16033) 1999 FT32  | Hauptgürtel              |
| (17913) 1999 FT52  | Hauptgürtel              |
| (16032) 1999 FU30  | Hauptgürtel              |
| (11410) 1999 FU34  | äußerer Hauptgürtel      |
| (17912) 1999 FV44  | Hauptgürtel              |
| (17896) 1999 FW4   | Hauptgürtel              |
| (11205) 1999 FY28  | äußerer Hauptgürtel      |
| (17895) 1999 FZ2   | Hauptgürtel              |
| (17924) 1999 GA17  | Hauptgürtel              |
| (16042) 1999 GA20  | Hauptgürtel              |
| (17931) 1999 GA27  | äußerer Hauptgürtel      |
| (19532) 1999 GB34  | Hauptgürtel              |
| (16038) 1999 GD18  | Hauptgürtel              |
| (17069) 1999 GD20  | Hauptgürtel              |
| (17918) 1999 GE6   | Hauptgürtel              |
| (18753) 1999 GE17  | Hauptgürtel              |
| (17067) 1999 GF19  | Hauptgürtel              |
| (17054) 1999 GL2   | Hauptgürtel              |
| (18754) 1999 GL21  | Hauptgürtel              |
| (16041) 1999 GM19  | Hauptgürtel              |
| (16040) 1999 GN18  | Hauptgürtel              |
| (17068) 1999 GO19  | Hauptgürtel              |
| (17055) 1999 GP3   | Hauptgürtel              |
| (11209) 1999 GP18  | Hauptgürtel              |
| (19529) 1999 GQ15  | Hauptgürtel              |
| (17929) 1999 GQ21  | Hauptgürtel              |
| (19530) 1999 GQ23  | Hauptgürtel              |
| (17074) 1999 GQ36  | Hauptgürtel              |
| (17057) 1999 GS4   | Hauptgürtel              |
| (10945) 1999 GS9   | Hauptgürtel              |
| (17922) 1999 GS13  | Hauptgürtel              |
| (11208) 1999 GT16  | Hauptgürtel              |
| (17915) 1999 GU    | Hauptgürtel              |
| (18748) 1999 GV    | Hauptgürtel              |
| (17923) 1999 GY16  | Hauptgürtel              |
| (18756) 1999 GY34  | Hauptgürtel              |
| (17916) 1999 GZ3   | Hauptgürtel              |
| (18752) 1999 GZ16  | Hauptgürtel              |
| (18761) 1999 HA8   | Hauptgürtel              |
| (18762) 1999 HC9   | Hauptgürtel              |
| (18758) 1999 HD2   | Hauptgürtel              |
| (17080) 1999 HE9   | Hauptgürtel              |
| (11213) 1999 HF8   | Hauptgürtel              |
| (17939) 1999 HH8   | Hauptgürtel              |
| (11411) 1999 HK1   | innerer Hauptgürtel      |
| (11215) 1999 HN10  | Hauptgürtel              |
| (18759) 1999 HO2   | Hauptgürtel              |
| (17937) 1999 HO4   | Hauptgürtel              |
| (10946) 1999 HR2   | Hauptgürtel              |
| (18757) 1999 HT    | Hauptgürtel              |
| (16045) 1999 HU2   | äußerer Hauptgürtel      |
| (18760) 1999 HY7   | Hauptgürtel              |
| (18764) 1999 JA12  | Hauptgürtel              |
| (17949) 1999 JA18  | Hauptgürtel              |
| (19541) 1999 JA27  | Hauptgürtel              |
| (12116) 1999 JA34  | äußerer Hauptgürtel      |
| (11232) 1999 JA77  | Hauptgürtel              |
| (11233) 1999 JA82  | Hauptgürtel              |
| (17152) 1999 JA118 | Hauptgürtel              |
| (17083) 1999 JB4   | innerer Hauptgürtel      |
| (17953) 1999 JB20  | Hauptgürtel              |
| (17975) 1999 JB53  | Hauptgürtel              |
| (17146) 1999 JB102 | Hauptgürtel              |
| (17151) 1999 JB114 | Hauptgürtel              |
| (17082) 1999 JC3   | Hauptgürtel              |
| (11217) 1999 JC4   | innerer Hauptgürtel      |
| (17946) 1999 JC9   | Hauptgürtel              |
| (17087) 1999 JC19  | Hauptgürtel              |
| (11223) 1999 JC30  | Hauptgürtel              |
| (17105) 1999 JC47  | Hauptgürtel              |
| (17985) 1999 JC62  | Hauptgürtel              |
| (19557) 1999 JC79  | Hauptgürtel              |
| (17133) 1999 JC81  | Hauptgürtel              |
| (18014) 1999 JC121 | Hauptgürtel              |
| (18017) 1999 JC124 | Hauptgürtel              |
| (19538) 1999 JD12  | Hauptgürtel              |
| (11218) 1999 JD20  | Hauptgürtel              |
| (18767) 1999 JD22  | Hauptgürtel              |
| (17135) 1999 JD82  | Hauptgürtel              |
| (18005) 1999 JD91  | Hauptgürtel              |
| (11412) 1999 JE19  | Hauptgürtel              |
| (17957) 1999 JE29  | Hauptgürtel              |
| (17113) 1999 JE54  | äußerer Hauptgürtel      |
| (17989) 1999 JE64  | Hauptgürtel              |
| (17136) 1999 JE82  | Hauptgürtel              |
| (18006) 1999 JE94  | Hauptgürtel              |
| (17944) 1999 JF7   | Hauptgürtel              |
| (19540) 1999 JF23  | Hauptgürtel              |
| (13391) 1999 JF37  | Hauptgürtel              |
| (17109) 1999 JF52  | Hauptgürtel              |
| (18791) 1999 JF58  | Hauptgürtel              |
| (17986) 1999 JF62  | Hauptgürtel              |
| (17994) 1999 JF70  | Hauptgürtel              |
| (19553) 1999 JF71  | Hauptgürtel              |
| (18810) 1999 JF96  | Hauptgürtel              |
| (17147) 1999 JF102 | Hauptgürtel              |
| (16047) 1999 JG10  | Hauptgürtel              |
| (17110) 1999 JG52  | Hauptgürtel              |
| (14670) 1999 JG53  | Hauptgürtel              |
| (18798) 1999 JG65  | Hauptgürtel              |
| (11415) 1999 JG81  | Hauptgürtel              |
| (17145) 1999 JG99  | Hauptgürtel              |
| (17093) 1999 JH22  | Hauptgürtel              |
| (17111) 1999 JH52  | Hauptgürtel              |
| (17122) 1999 JH63  | Hauptgürtel              |
| (19560) 1999 JH81  | Hauptgürtel              |
| (17107) 1999 JJ51  | Hauptgürtel              |
| (17114) 1999 JJ54  | Hauptgürtel              |
| (19548) 1999 JJ58  | Hauptgürtel              |
| (19552) 1999 JJ68  | Hauptgürtel              |
| (18002) 1999 JJ84  | Hauptgürtel              |
| (17148) 1999 JJ105 | Hauptgürtel              |
| (17990) 1999 JK64  | Hauptgürtel              |
| (19558) 1999 JK80  | Hauptgürtel              |
| (19561) 1999 JK81  | Hauptgürtel              |
| (17137) 1999 JK84  | Hauptgürtel              |
| (11416) 1999 JK96  | Hauptgürtel              |
| (18007) 1999 JK97  | Hauptgürtel              |
| (17153) 1999 JK119 | äußerer Hauptgürtel      |
| (19537) 1999 JL8   | innerer Hauptgürtel      |
| (17974) 1999 JL52  | Hauptgürtel              |
| (17117) 1999 JL58  | Hauptgürtel              |
| (18792) 1999 JL60  | Hauptgürtel              |
| (17131) 1999 JL80  | Hauptgürtel              |
| (18807) 1999 JL85  | Hauptgürtel              |
| (19536) 1999 JM4   | Hauptgürtel              |
| (53319) 1999 JM8   | Apollo-Typ               |
| (17085) 1999 JM16  | Hauptgürtel              |
| (11220) 1999 JM25  | Hauptgürtel              |
| (17112) 1999 JM52  | Hauptgürtel              |
| (17118) 1999 JM58  | Hauptgürtel              |
| (17129) 1999 JM78  | Hauptgürtel              |
| (19562) 1999 JM81  | Hauptgürtel              |
| (17138) 1999 JM84  | Hauptgürtel              |
| (17149) 1999 JM105 | Hauptgürtel              |
| (18765) 1999 JN17  | Hauptgürtel              |
| (19546) 1999 JN34  | Hauptgürtel              |
| (16050) 1999 JN35  | Hauptgürtel              |
| (16056) 1999 JN75  | Hauptgürtel              |
| (17997) 1999 JN78  | Hauptgürtel              |
| (17998) 1999 JN80  | Hauptgürtel              |
| (11221) 1999 JO26  | äußerer Hauptgürtel      |
| (11226) 1999 JO36  | Hauptgürtel              |
| (17116) 1999 JO57  | Hauptgürtel              |
| (16057) 1999 JO75  | Hauptgürtel              |
| (19555) 1999 JO77  | Hauptgürtel              |
| (17999) 1999 JO80  | Hauptgürtel              |
| (11224) 1999 JP32  | Hauptgürtel              |
| (17973) 1999 JP51  | Hauptgürtel              |
| (16054) 1999 JP55  | Hauptgürtel              |
| (17120) 1999 JP60  | Hauptgürtel              |
| (18808) 1999 JP85  | Hauptgürtel              |
| (11235) 1999 JP91  | Hauptgürtel              |
| (17150) 1999 JP109 | Hauptgürtel              |
| (17948) 1999 JQ15  | Hauptgürtel              |
| (17987) 1999 JQ62  | Hauptgürtel              |
| (17123) 1999 JQ63  | Hauptgürtel              |
| (17996) 1999 JQ75  | Hauptgürtel              |
| (17142) 1999 JQ95  | Hauptgürtel              |
| (18010) 1999 JQ100 | Hauptgürtel              |
| (18011) 1999 JQ113 | äußerer Hauptgürtel      |
| (16061) 1999 JQ117 | Hauptgürtel              |
| (18023) 1999 JQ129 | Hauptgürtel              |
| (11222) 1999 JR27  | Hauptgürtel              |
| (18772) 1999 JR34  | Hauptgürtel              |
| (17977) 1999 JR54  | Hauptgürtel              |
| (18802) 1999 JR76  | Hauptgürtel              |
| (18018) 1999 JR125 | Hauptgürtel              |
| (18769) 1999 JS24  | Hauptgürtel              |
| (16049) 1999 JS32  | Hauptgürtel              |
| (17966) 1999 JS43  | Hauptgürtel              |
| (18784) 1999 JS47  | Hauptgürtel              |
| (17978) 1999 JS54  | Hauptgürtel              |
| (17979) 1999 JS55  | Hauptgürtel              |
| (19549) 1999 JS58  | Hauptgürtel              |
| (18804) 1999 JS77  | Hauptgürtel              |
| (11234) 1999 JS82  | Hauptgürtel              |
| (17154) 1999 JS121 | Hauptgürtel              |
| (18795) 1999 JT63  | Hauptgürtel              |
| (18797) 1999 JT64  | Hauptgürtel              |
| (19554) 1999 JU74  | Hauptgürtel              |
| (18003) 1999 JU84  | Hauptgürtel              |
| (18763) 1999 JV2   | Hauptgürtel              |
| (17947) 1999 JV10  | Hauptgürtel              |
| (19556) 1999 JV77  | Hauptgürtel              |
| (17132) 1999 JV80  | Hauptgürtel              |
| (18008) 1999 JV99  | Hauptgürtel              |
| (18778) 1999 JW43  | Hauptgürtel              |
| (18793) 1999 JW60  | Hauptgürtel              |
| (17144) 1999 JW98  | Hauptgürtel              |
| (16052) 1999 JX36  | Hauptgürtel              |
| (17968) 1999 JX46  | Hauptgürtel              |
| (18000) 1999 JX80  | Hauptgürtel              |
| (17134) 1999 JX81  | Hauptgürtel              |
| (19545) 1999 JY33  | Hauptgürtel              |
| (17964) 1999 JY41  | Hauptgürtel              |
| (19559) 1999 JY80  | Hauptgürtel              |
| (18001) 1999 JY83  | Hauptgürtel              |
| (11742) 1999 JZ5   | Hauptgürtel              |
| (17943) 1999 JZ6   | Hauptgürtel              |
| (17981) 1999 JZ56  | Hauptgürtel              |
| (18799) 1999 JZ73  | Hauptgürtel              |

| K bis Z            | K bis Z             |
| Nummer und Name    | Orbittyp            |
| ------------------ | ------------------- |
| (17158) 1999 KA8   | Hauptgürtel         |
| (18029) 1999 KA16  | Hauptgürtel         |
| (11237) 1999 KE15  | Hauptgürtel         |
| (19565) 1999 KF4   | Hauptgürtel         |
| (18025) 1999 KF5   | Hauptgürtel         |
| (17159) 1999 KG15  | Hauptgürtel         |
| (18813) 1999 KH15  | Hauptgürtel         |
| (18811) 1999 KJ1   | Hauptgürtel         |
| (13392) 1999 KK15  | Hauptgürtel         |
| (19569) 1999 KM15  | Hauptgürtel         |
| (19566) 1999 KO6   | Hauptgürtel         |
| (17157) 1999 KP6   | Hauptgürtel         |
| (19567) 1999 KS7   | Hauptgürtel         |
| (11236) 1999 KX14  | Hauptgürtel         |
| (17155) 1999 KZ1   | Hauptgürtel         |
| (19571) 1999 LA7   | Hauptgürtel         |
| (18817) 1999 LF32  | Hauptgürtel         |
| (18031) 1999 LO14  | Hauptgürtel         |
| (19576) 1999 LP22  | Hauptgürtel         |
| (17164) 1999 LP24  | Hauptgürtel         |
| (17161) 1999 LQ13  | äußerer Hauptgürtel |
| (17165) 1999 LS27  | Hauptgürtel         |
| (18815) 1999 LT8   | Hauptgürtel         |
| (17160) 1999 LT10  | Hauptgürtel         |
| (18816) 1999 LW25  | Hauptgürtel         |
| (18030) 1999 LX4   | Hauptgürtel         |
| (11424) 1999 LZ24  | Hauptgürtel         |
| (19579) 1999 MB1   | Hauptgürtel         |
| (19586) 1999 NA10  | Hauptgürtel         |
| (18827) 1999 NA26  | Hauptgürtel         |
| (18037) 1999 NA38  | Jupiter-Trojaner    |
| (17171) 1999 NB38  | Jupiter-Trojaner    |
| (17167) 1999 NB    | Hauptgürtel         |
| (19581) 1999 NC3   | Hauptgürtel         |
| (19608) 1999 NC57  | Hauptgürtel         |
| (18040) 1999 NC60  | Hauptgürtel         |
| (13393) 1999 ND9   | Hauptgürtel         |
| (18036) 1999 ND26  | äußerer Hauptgürtel |
| (19601) 1999 ND42  | äußerer Hauptgürtel |
| (18039) 1999 ND49  | Hauptgürtel         |
| (19609) 1999 ND57  | Hauptgürtel         |
| (19580) 1999 ND    | Hauptgürtel         |
| (18829) 1999 NE30  | Hauptgürtel         |
| (18034) 1999 NF6   | Hauptgürtel         |
| (19607) 1999 NF55  | Hauptgürtel         |
| (19590) 1999 NG18  | äußerer Hauptgürtel |
| (11745) 1999 NH3   | Hauptgürtel         |
| (18035) 1999 NJ7   | Hauptgürtel         |
| (12573) 1999 NJ53  | Hauptgürtel         |
| (18819) 1999 NK8   | Hauptgürtel         |
| (18835) 1999 NK56  | Hauptgürtel         |
| (19588) 1999 NL11  | Hauptgürtel         |
| (18822) 1999 NL19  | Hauptgürtel         |
| (19594) 1999 NL31  | Hauptgürtel         |
| (11750) 1999 NM33  | äußerer Hauptgürtel |
| (18834) 1999 NN55  | Hauptgürtel         |
| (17168) 1999 NP3   | Hauptgürtel         |
| (18831) 1999 NP37  | Hauptgürtel         |
| (19611) 1999 NP64  | Hauptgürtel         |
| (11744) 1999 NQ2   | Hauptgürtel         |
| (11747) 1999 NQ9   | Hauptgürtel         |
| (18033) 1999 NR4   | Hauptgürtel         |
| (18038) 1999 NR48  | Hauptgürtel         |
| (19610) 1999 NR60  | Hauptgürtel         |
| (18820) 1999 NS9   | Hauptgürtel         |
| (14211) 1999 NT1   | Marsbahnkreuzer     |
| (19583) 1999 NT4   | Hauptgürtel         |
| (11748) 1999 NT10  | Hauptgürtel         |
| (18828) 1999 NT27  | äußerer Hauptgürtel |
| (18833) 1999 NT53  | Hauptgürtel         |
| (19605) 1999 NU52  | Hauptgürtel         |
| (16063) 1999 NV36  | Hauptgürtel         |
| (19600) 1999 NV41  | Hauptgürtel         |
| (18832) 1999 NV42  | Hauptgürtel         |
| (19606) 1999 NV54  | Hauptgürtel         |
| (12122) 1999 NV55  | Hauptgürtel         |
| (14212) 1999 NW39  | Hauptgürtel         |
| (14213) 1999 NX54  | Hauptgürtel         |
| (19604) 1999 NY48  | Hauptgürtel         |
| (18837) 1999 NY62  | Hauptgürtel         |
| (11749) 1999 NZ10  | Hauptgürtel         |
| (19592) 1999 NZ22  | Hauptgürtel         |
| (17172) 1999 NZ41  | Jupiter-Trojaner    |
| (19615) 1999 OB3   | Hauptgürtel         |
| (19616) 1999 OS3   | Hauptgürtel         |
| (19613) 1999 OX    | Hauptgürtel         |
| (13401) 1999 RA133 | Hauptgürtel         |
| (18866) 1999 RA208 | Hauptgürtel         |
| (18842) 1999 RB22  | Hauptgürtel         |
| (18846) 1999 RB28  | Hauptgürtel         |
| (16070) 1999 RB101 | Jupiter-Trojaner    |
| (19659) 1999 RB128 | Hauptgürtel         |
| (12129) 1999 RB138 | Hauptgürtel         |
| (19668) 1999 RB145 | Hauptgürtel         |
| (19669) 1999 RB150 | Hauptgürtel         |
| (19685) 1999 RB197 | Hauptgürtel         |
| (19635) 1999 RC47  | Hauptgürtel         |
| (13400) 1999 RC94  | Hauptgürtel         |
| (19651) 1999 RC112 | Hauptgürtel         |
| (19655) 1999 RC121 | Hauptgürtel         |
| (18863) 1999 RC191 | Hauptgürtel         |
| (19628) 1999 RD22  | Hauptgürtel         |
| (19636) 1999 RD48  | Hauptgürtel         |
| (12587) 1999 RD95  | Hauptgürtel         |
| (19644) 1999 RD102 | Hauptgürtel         |
| (19653) 1999 RD119 | Hauptgürtel         |
| (19690) 1999 RD212 | Hauptgürtel         |
| (19621) 1999 RE1   | Hauptgürtel         |
| (19645) 1999 RE102 | Hauptgürtel         |
| (19657) 1999 RE123 | Hauptgürtel         |
| (16072) 1999 RE128 | Hauptgürtel         |
| (19675) 1999 RE162 | Hauptgürtel         |
| (19680) 1999 RE180 | Hauptgürtel         |
| (19681) 1999 RE194 | Hauptgürtel         |
| (18042) 1999 RF27  | Hauptgürtel         |
| (13397) 1999 RF47  | Hauptgürtel         |
| (15505) 1999 RF56  | äußerer Hauptgürtel |
| (13398) 1999 RF62  | Hauptgürtel         |
| (19646) 1999 RF102 | Hauptgürtel         |
| (15504) 1999 RG33  | Zentauer            |
| (19634) 1999 RG45  | Hauptgürtel         |
| (18048) 1999 RG170 | Hauptgürtel         |
| (13817) 1999 RH39  | äußerer Hauptgürtel |
| (18848) 1999 RH41  | Hauptgürtel         |
| (19670) 1999 RH151 | Hauptgürtel         |
| (19624) 1999 RJ10  | Hauptgürtel         |
| (19626) 1999 RJ16  | Hauptgürtel         |
| (18847) 1999 RJ32  | Hauptgürtel         |
| (13399) 1999 RJ88  | Hauptgürtel         |
| (18854) 1999 RJ102 | Hauptgürtel         |
| (18849) 1999 RK55  | äußerer Hauptgürtel |
| (19642) 1999 RK94  | Hauptgürtel         |
| (19648) 1999 RK104 | Hauptgürtel         |
| (14673) 1999 RK169 | Hauptgürtel         |
| (19683) 1999 RK196 | Hauptgürtel         |
| (13394) 1999 RL31  | Hauptgürtel         |
| (18860) 1999 RL133 | äußerer Hauptgürtel |
| (19684) 1999 RL196 | Hauptgürtel         |
| (19686) 1999 RL197 | Hauptgürtel         |
| (14671) 1999 RM49  | Hauptgürtel         |
| (18859) 1999 RM130 | Hauptgürtel         |
| (12600) 1999 RM177 | äußerer Hauptgürtel |
| (18046) 1999 RN116 | Jupiter-Trojaner    |
| (19674) 1999 RN160 | Hauptgürtel         |
| (19677) 1999 RN168 | Hauptgürtel         |
| (19639) 1999 RO63  | Hauptgürtel         |
| (18850) 1999 RO81  | Hauptgürtel         |
| (18853) 1999 RO92  | Hauptgürtel         |
| (14672) 1999 RO94  | Hauptgürtel         |
| (19666) 1999 RO144 | Hauptgürtel         |
| (19632) 1999 RP39  | Hauptgürtel         |
| (18852) 1999 RP91  | Hauptgürtel         |
| (18047) 1999 RP145 | äußerer Hauptgürtel |
| (19672) 1999 RP155 | Hauptgürtel         |
| (19687) 1999 RP199 | Hauptgürtel         |
| (19649) 1999 RQ104 | Hauptgürtel         |
| (18864) 1999 RQ195 | Hauptgürtel         |
| (18865) 1999 RQ204 | Hauptgürtel         |
| (18045) 1999 RR100 | Hauptgürtel         |
| (19661) 1999 RR130 | Hauptgürtel         |
| (19673) 1999 RR158 | Hauptgürtel         |
| (19688) 1999 RR204 | Hauptgürtel         |
| (19692) 1999 RR220 | Hauptgürtel         |
| (19623) 1999 RS3   | Hauptgürtel         |
| (18044) 1999 RS89  | Hauptgürtel         |
| (19667) 1999 RS144 | Hauptgürtel         |
| (18050) 1999 RS196 | Hauptgürtel         |
| (18856) 1999 RT116 | Hauptgürtel         |
| (19665) 1999 RT137 | Hauptgürtel         |
| (19627) 1999 RU16  | Hauptgürtel         |
| (18844) 1999 RU27  | äußerer Hauptgürtel |
| (18051) 1999 RU196 | Hauptgürtel         |
| (18053) 1999 RU208 | Hauptgürtel         |
| (19693) 1999 RU230 | Hauptgürtel         |
| (19641) 1999 RV91  | Hauptgürtel         |
| (13402) 1999 RV165 | Jupiter-Trojaner    |
| (18052) 1999 RV199 | äußerer Hauptgürtel |
| (19654) 1999 RW119 | Hauptgürtel         |
| (16071) 1999 RW125 | Hauptgürtel         |
| (19682) 1999 RW194 | Hauptgürtel         |
| (18041) 1999 RX13  | äußerer Hauptgürtel |
| (17174) 1999 RX53  | Hauptgürtel         |
| (19671) 1999 RX151 | Hauptgürtel         |
| (18049) 1999 RX195 | Hauptgürtel         |
| (19689) 1999 RX205 | äußerer Hauptgürtel |
| (18867) 1999 RX223 | Hauptgürtel         |
| (19622) 1999 RY2   | äußerer Hauptgürtel |
| (12582) 1999 RY34  | Hauptgürtel         |
| (19650) 1999 RY105 | Hauptgürtel         |
| (19647) 1999 RZ103 | Hauptgürtel         |
| (19699) 1999 SC7   | Hauptgürtel         |
| (19702) 1999 SK23  | Hauptgürtel         |
| (12605) 1999 SK    | Hauptgürtel         |
| (12925) 1999 SN4   | Hauptgürtel         |
| (19698) 1999 SR4   | Hauptgürtel         |
| (16081) 1999 SR15  | Hauptgürtel         |
| (17175) 1999 SS3   | Hauptgürtel         |
| (19696) 1999 SW1   | Hauptgürtel         |
| (18054) 1999 SW7   | Jupiter-Trojaner    |
| (13819) 1999 SX5   | Marsbahnkreuzer     |
| (19697) 1999 SY3   | äußerer Hauptgürtel |
| (17177) 1999 TA41  | äußerer Hauptgürtel |
| (16095) 1999 TA249 | Hauptgürtel         |
| (19710) 1999 TC185 | Hauptgürtel         |
| (18868) 1999 TD101 | äußerer Hauptgürtel |
| (15511) 1999 TD185 | Hauptgürtel         |
| (15508) 1999 TE38  | Hauptgürtel         |
| (16086) 1999 TF90  | äußerer Hauptgürtel |
| (19703) 1999 TJ4   | Hauptgürtel         |
| (12930) 1999 TJ6   | äußerer Hauptgürtel |
| (17178) 1999 TK218 | Hauptgürtel         |
| (19712) 1999 TL220 | Hauptgürtel         |
| (19708) 1999 TM32  | Hauptgürtel         |
| (16092) 1999 TP171 | Hauptgürtel         |
| (16093) 1999 TQ180 | äußerer Hauptgürtel |
| (16082) 1999 TR5   | Hauptgürtel         |
| (19705) 1999 TR10  | Hauptgürtel         |
| (17180) 1999 TS291 | Hauptgürtel         |
| (19709) 1999 TT105 | Hauptgürtel         |
| (19706) 1999 TU11  | Hauptgürtel         |
| (18869) 1999 TU222 | Hauptgürtel         |
| (14215) 1999 TV6   | Hauptgürtel         |
| (18056) 1999 TV15  | Hauptgürtel         |
| (16084) 1999 TY18  | Hauptgürtel         |
| (19715) 1999 UA4   | Hauptgürtel         |
| (14674) 1999 UD5   | Hauptgürtel         |
| (19714) 1999 UD    | Hauptgürtel         |
| (16097) 1999 UE50  | Hauptgürtel         |
| (13413) 1999 UF9   | Hauptgürtel         |
| (19716) 1999 UH23  | Hauptgürtel         |
| (13412) 1999 UJ8   | Hauptgürtel         |
| (17181) 1999 UM3   | Apollo-Typ          |
| (13414) 1999 UN25  | Hauptgürtel         |
| (16096) 1999 US6   | Hauptgürtel         |
| (18870) 1999 US13  | Hauptgürtel         |
| (13409) 1999 US    | Hauptgürtel         |
| (19717) 1999 UZ40  | Hauptgürtel         |
| (13426) 1999 VA25  | Hauptgürtel         |
| (13431) 1999 VB37  | Hauptgürtel         |
| (13428) 1999 VC35  | Hauptgürtel         |
| (13821) 1999 VE8   | Hauptgürtel         |
| (19723) 1999 VG87  | Hauptgürtel         |
| (13417) 1999 VH6   | Hauptgürtel         |
| (13419) 1999 VJ10  | Hauptgürtel         |
| (18057) 1999 VK10  | Hauptgürtel         |
| (13422) 1999 VM19  | Hauptgürtel         |
| (13427) 1999 VM25  | Hauptgürtel         |
| (13429) 1999 VM35  | äußerer Hauptgürtel |
| (13430) 1999 VM36  | Hauptgürtel         |
| (17187) 1999 VM72  | Hauptgürtel         |
| (13420) 1999 VN10  | Hauptgürtel         |
| (15515) 1999 VN80  | Hauptgürtel         |
| (17183) 1999 VO2   | Hauptgürtel         |
| (13418) 1999 VO9   | Hauptgürtel         |
| (13823) 1999 VO72  | Hauptgürtel         |
| (19720) 1999 VP10  | Hauptgürtel         |
| (16099) 1999 VQ24  | Jupiter-Trojaner    |
| (16098) 1999 VR9   | Hauptgürtel         |
| (19724) 1999 VR114 | Hauptgürtel         |
| (14675) 1999 VS7   | Hauptgürtel         |
| (14218) 1999 VS30  | Hauptgürtel         |
| (15517) 1999 VS113 | Hauptgürtel         |
| (18875) 1999 VT39  | Hauptgürtel         |
| (19722) 1999 VU47  | Hauptgürtel         |
| (17182) 1999 VU    | Apollo-Typ          |
| (14216) 1999 VW1   | Hauptgürtel         |
| (15514) 1999 VW24  | Hauptgürtel         |
| (13432) 1999 VW49  | Hauptgürtel         |
| (14219) 1999 VY77  | Hauptgürtel         |
| (15518) 1999 VY153 | Hauptgürtel         |
| (17188) 1999 WC2   | Apollo-Typ          |
| (16109) 1999 WH6   | Hauptgürtel         |
| (13827) 1999 WK4   | Hauptgürtel         |
| (13829) 1999 WK18  | Hauptgürtel         |
| (13828) 1999 WL6   | Hauptgürtel         |
| (14221) 1999 WL    | Hauptgürtel         |
| (13826) 1999 WM    | Hauptgürtel         |
| (15095) 1999 WO3   | Hauptgürtel         |
| (14222) 1999 WS1   | Marsbahnkreuzer     |
| (19725) 1999 WT4   | Jupiter-Trojaner    |
| (17189) 1999 WU3   | Hauptgürtel         |
| (16108) 1999 WV3   | Hauptgürtel         |
| (14676) 1999 WW7   | Hauptgürtel         |
| (19733) 1999 XA166 | Hauptgürtel         |
| (13865) 1999 XA170 | Hauptgürtel         |
| (14686) 1999 XA174 | Hauptgürtel         |
| (14235) 1999 XA187 | Jupiter-Trojaner    |
| (17194) 1999 XA221 | Hauptgürtel         |
| (13851) 1999 XB94  | Hauptgürtel         |
| (13847) 1999 XC74  | Hauptgürtel         |
| (16133) 1999 XC100 | Hauptgürtel         |
| (13831) 1999 XD8   | Hauptgürtel         |
| (14231) 1999 XD102 | äußerer Hauptgürtel |
| (18878) 1999 XD118 | Hauptgürtel         |
| (16140) 1999 XD125 | Hauptgürtel         |
| (16134) 1999 XE100 | äußerer Hauptgürtel |
| (13861) 1999 XE157 | Hauptgürtel         |
| (13863) 1999 XE166 | Hauptgürtel         |
| (19734) 1999 XE175 | Hauptgürtel         |
| (13836) 1999 XF24  | Hauptgürtel         |
| (13837) 1999 XF25  | äußerer Hauptgürtel |
| (13839) 1999 XF29  | Hauptgürtel         |
| (19732) 1999 XF165 | Hauptgürtel         |
| (16151) 1999 XF230 | Hauptgürtel         |
| (15096) 1999 XH12  | Hauptgürtel         |
| (16115) 1999 XH25  | äußerer Hauptgürtel |
| (15521) 1999 XH133 | Jupiter-Trojaner    |
| (15525) 1999 XH176 | Hauptgürtel         |
| (18061) 1999 XH179 | Hauptgürtel         |
| (13835) 1999 XJ20  | Hauptgürtel         |
| (18879) 1999 XJ143 | Hauptgürtel         |
| (18060) 1999 XJ156 | Jupiter-Trojaner    |
| (15520) 1999 XK98  | Hauptgürtel         |
| (16143) 1999 XK142 | Marsbahnkreuzer     |
| (19726) 1999 XL    | Hauptgürtel         |
| (18881) 1999 XL195 | Hauptgürtel         |
| (14233) 1999 XM169 | Hauptgürtel         |
| (14685) 1999 XM172 | Hauptgürtel         |
| (19735) 1999 XN212 | Hauptgürtel         |
| (16139) 1999 XO120 | Hauptgürtel         |
| (15524) 1999 XO175 | Hauptgürtel         |
| (15097) 1999 XP38  | Hauptgürtel         |
| (16145) 1999 XP166 | Hauptgürtel         |
| (19728) 1999 XQ14  | Hauptgürtel         |
| (16126) 1999 XQ86  | Hauptgürtel         |
| (14228) 1999 XQ88  | Hauptgürtel         |
| (13832) 1999 XR13  | äußerer Hauptgürtel |
| (13842) 1999 XR33  | Hauptgürtel         |
| (16136) 1999 XR109 | Hauptgürtel         |
| (13867) 1999 XR182 | Hauptgürtel         |
| (17191) 1999 XS107 | Hauptgürtel         |
| (13866) 1999 XS174 | Hauptgürtel         |
| (16149) 1999 XS215 | Hauptgürtel         |
| (16141) 1999 XT127 | Hauptgürtel         |
| (13862) 1999 XT160 | Jupiter-Trojaner    |
| (13834) 1999 XU18  | Hauptgürtel         |
| (13864) 1999 XU166 | Hauptgürtel         |
| (13846) 1999 XV69  | Hauptgürtel         |
| (14229) 1999 XV94  | Hauptgürtel         |
| (14680) 1999 XV104 | Hauptgürtel         |
| (16138) 1999 XV119 | Hauptgürtel         |
| (13833) 1999 XW13  | Hauptgürtel         |
| (13838) 1999 XW26  | Hauptgürtel         |
| (13844) 1999 XW34  | Hauptgürtel         |
| (14227) 1999 XW85  | Hauptgürtel         |
| (15519) 1999 XW    | äußerer Hauptgürtel |
| (16146) 1999 XW170 | Hauptgürtel         |
| (18063) 1999 XW211 | Jupiter-Trojaner    |
| (13854) 1999 XX104 | Hauptgürtel         |
| (13855) 1999 XX105 | Hauptgürtel         |
| (16137) 1999 XX116 | Hauptgürtel         |
| (18058) 1999 XY129 | Jupiter-Trojaner    |
| (18062) 1999 XY187 | Jupiter-Trojaner    |
| (18064) 1999 XY242 | Hauptgürtel         |
| (19729) 1999 XZ15  | Hauptgürtel         |
| (14677) 1999 XZ    | Hauptgürtel         |
| (13856) 1999 XZ105 | Hauptgürtel         |
| (14236) 1999 XZ200 | Hauptgürtel         |
| (18884) 1999 YE9   | Hauptgürtel         |
| (18882) 1999 YN4   | Amor-Typ            |
| (16152) 1999 YN12  | Jupiter-Trojaner    |
| (14687) 1999 YR13  | Hauptgürtel         |
| (14237) 1999 YU9   | Hauptgürtel         |
| (15527) 1999 YY2   | Jupiter-Trojaner    |